# Idactus multifasciculatus
Idactus multifasciculatus es una especie de escarabajo longicornio del género Idactus, tribu Ancylonotini, subfamilia Lamiinae. Fue descrita científicamente por Breuning en 1938.

## Descripción
Mide 14-15 milímetros de longitud.

## Distribución
Se distribuye por República Sudafricana.